# 오사다 미치야스
오사다 미치야스(일본어: 長田 道泰, 1978년 3월 5일 ~ )는 일본의 전 축구 선수이다.

## 구단 경력
1996년 J1리그의 베르디 가와사키(도쿄 베르디)에 입단했다. 1999년 비셀 고베로 이적했다. 2000년까지 43경기에 출전하여, 7득점을 넣었다. 2001년 J2리그의 교토 퍼플 상가로 이적했다. 2002년 도쿄 베르디로 복귀했다. 2003년부터 2004년까지 오키나와 가리유시 FC와 시즈오카 FC에서 뛰었다. 2004년후 현역 은퇴.

## 국가대표팀 경력
그는 1993년 FIFA U-17 세계 축구 선수권 대회에 참가할 일본 U-17 국가대표팀에 발탁되었으며, 4경기에 출전했다.
1997년 FIFA 세계 청소년 축구 선수권 대회에 참가할 일본 U-20 국가대표팀에도 선발되었으나 경기에 출전하지는 못하였다.